# Potsdamöverenskommelsen

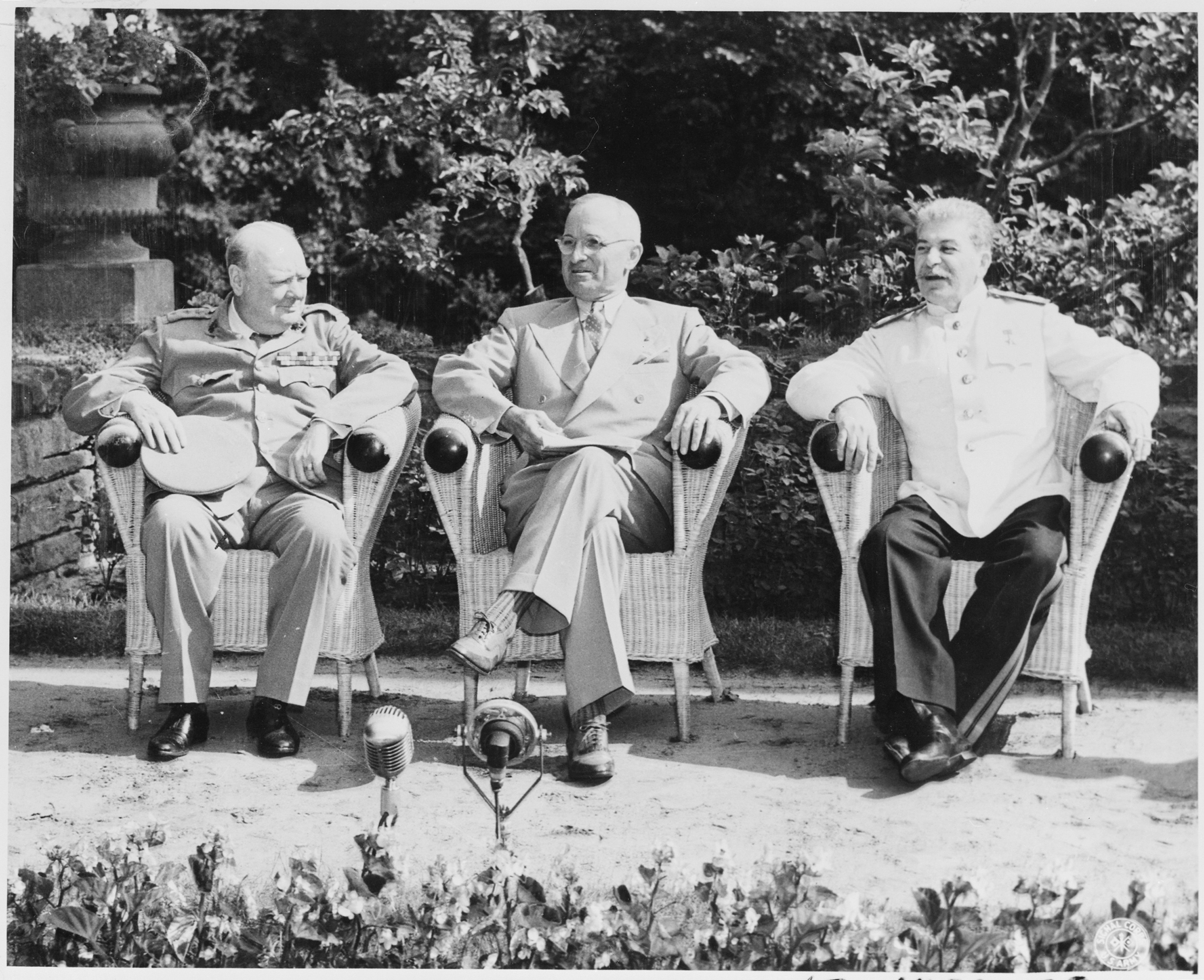
Winston Churchill, Harry S. Truman och Josef Stalin vid Potsdamkonferensen 25 juli 1945.

Potsdamöverenskommelsen, eller Potsdamavtalet, tyska Potsdamer Abkommen, var resultatet av Potsdamkonferensen som hölls den 17 juli–2 augusti 1945 på Cecilienhof i Potsdam.

## Resultat
Konferensprotokollet offentliggjordes i sammanfattningen Mitteilung über die Dreimächtekonferenz von Berlin.
- Konferensens genomförande;
- Skapandet av Utrikeministrarnas råd;
- Grundprinciper för ockupationen av Tyskland;
- Synen på Tyskland som en ekonomisk enhet;
- Bestämmelser över skadestånd (reparationer)
- Förfogande över den tyska krigs- och handelsflottan;
- Reglering av territoriella frågor rörande de tyska östområdena, Österrike och Polen;
- Avslutande av fredsavtalen;
- Tysklands inträde i de Förenta nationerna;
- Territoriellt förmyndarskap;
- Överförande av tyska befolkningar (utvisningar av tyskar ur Polen, Tjeckoslovakien och Ungern);
- De allierades upprop av villkorslös kapitulation av Japan;
- Rättegångar mot tyska krigsförbrytare. Gemensamt (i Nürnberg) för ledarna. Av det land som respektive soldat slagits mot för övriga. (Sverige följde detta och utvisade soldater, till exempel Baltutlämningen).

## De fem d:na
- Denazifiering
- Demilitarisering
- Demokratisering
- Demontage
- Decentralisering